# Perissodus
Perissodus é um género de peixe da família Cichlidae.
Este género contém as seguintes espécies:
- Perissodus eccentricus
- Perissodus microlepis